# Анђели (албум)
Анђели је једини музички албум тинејџерске женске групе Лолипоп, који је пројекат групе Ђогани, и био је један од ретких успешних музичких производа намењених младима на Балкану. Албум је издат 2003. године за Сити Рекордс. Група је првобитно имала пет чланица и са песмом Ша ла ла наступила 2002. на фестивалу Сунчане скале, а касније за албум састојала од три чланице, групу су чиниле ћерке Ђолета Ђоганија, и две другарице из школе које су касније имале краткотрајну групу Јулија и Јулија с којом су се појавиле на Беовизији. Лолипоп је познат по хитовима Дај, дај и Нећу три, нећу два за који је снимљен и музички спот. Пратеће вокале на албуму певале су Ивана Петерс и Јелена Фалатов, док је албум продуцирао Атеље траг.

## Списак песама
Аутор(и) свих текстова: Сања Ћупурдија, аутор(и) свих песама: Сања Ћупурдија осим  делимино 1, 4, 7 Ђоле Ђогани.
| №  | Назив              | Трајање |  |
| 1. | Нећу три, нећу два |         |  |
| 2. | Императив          |         |  |
| 3. | Клинкица           |         |  |
| 4. | Тата, мало се смеј |         |  |
| 5. | Давеж              |         |  |
| 6. | Као шала, ла       |         |  |
| 7. | Идемо на море      |         |  |
| 8. | Дај, дај           |         |  |